# سیلر (ویرجینیا)
سیلر (به انگلیسی: Siler) یک منطقهٔ مسکونی در ایالات متحده آمریکا است که در شهرستان فردریک، ویرجینیا واقع شده‌است.